# Бегуницкое сельское поселение
Бегу́ницкое се́льское поселе́ние — муниципальное образование в составе Волосовского района Ленинградской области.
Административный центр — деревня Бегуницы.

## Географические данные
- Общая площадь: 191,5 км².
- Расположение: северо-западная часть Волосовского района
- Граничит:
  - на юге — с Большеврудским сельским поселением
  - на юго-востоке — с Рабитицким сельским поселением и Волосовским городским поселением
  - на востоке — с Клопицким сельским поселением
  - на севере — с Ломоносовским районом
  - на северо-западе — с Кингисеппским районом.

По территории поселения проходят автодороги:
- А180 «Нарва» (E 20) (Санкт-Петербург — Ивангород — граница с Эстонией)
- 41А-003 (Кемполово — Выра — Шапки)
- 41К-014 (Волосово — Керново)
- 41К-043 (Карстолово — Черенковицы — Терпилицы, с подъездом к дер. Коростовицы)
- 41К-050 (Терпилицы — Коноховицы)
- 41К-053 (Рогатино — Горки)
- 41А-187 (Пружицы — Красный Луч)
- 41К-343 (подъезд к дер. Поддубье)
- 41К-349 (Бегуницы — Синковицы)
- 41К-357 (Местаново — Зябицы)
- 41К-365 (подъезд к дер. Красное Брызгово)

Расстояние от административного центра поселения до районного центра — 22 км

## История

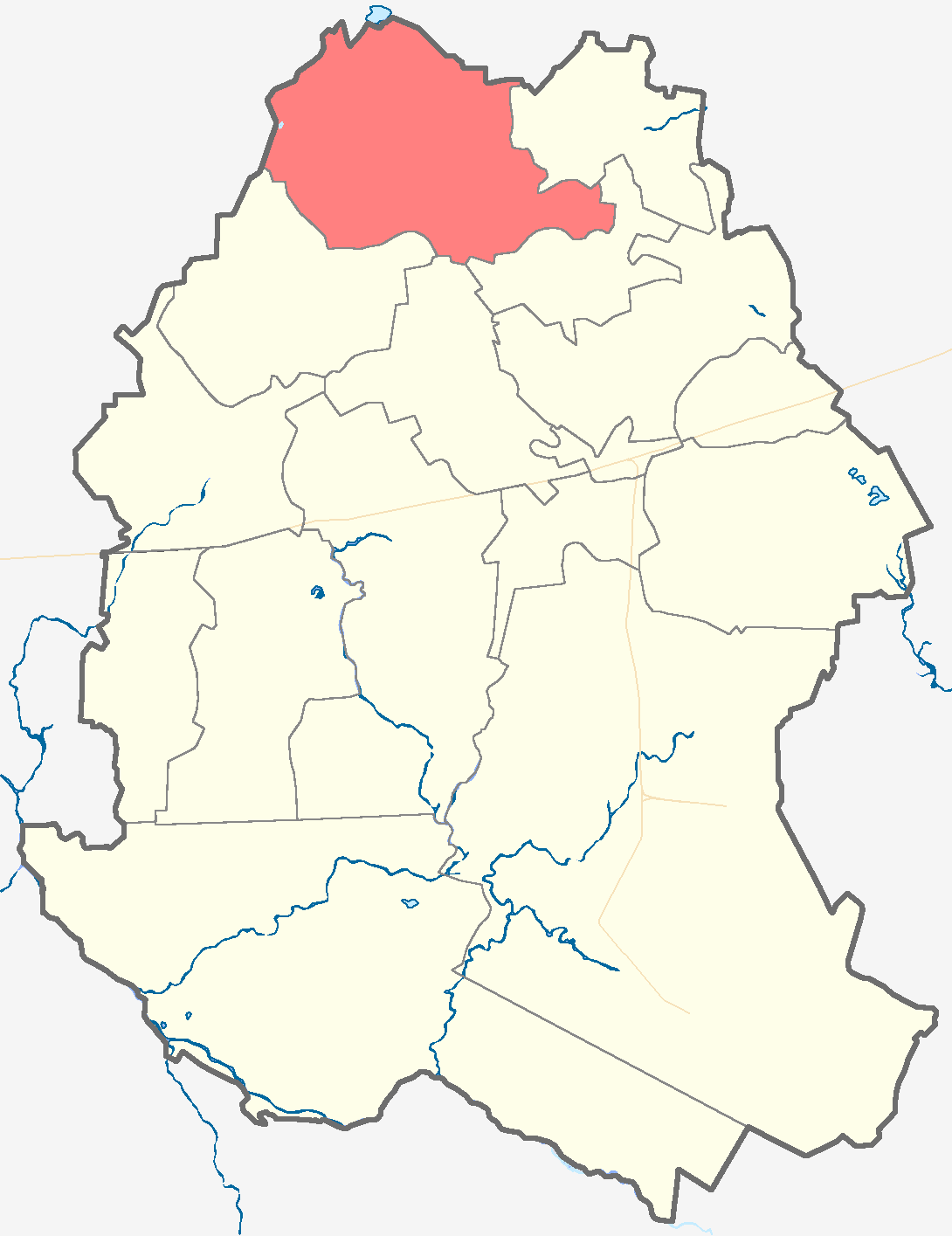
Бегуницкое сельское поселение до мая 2019 года

В начале 1920-х годов в составе Бегуницкой волости Петергофского уезда Санкт-Петербургской губернии был образован Бегуницкий сельсовет. 14 февраля 1923 года Бегуницкая волость вошла в состав вновь образованного Троцкого уезда. В августе 1927 года Бегуницкий сельсовет вошёл в состав Волосовского района Ленинградской области. По состоянию на 1933 год в Бегуницкий сельсовет входило 12 населённых пунктов, население — 1900 чел.
С 1 февраля 1963 по 12 января 1965 года после упразднения Волосовского района сельсовет входил в состав Кингисеппского сельского района. По данным 1973 года в состав сельсовета включены населённые пункты упразднённого Местановского сельсовета.
18 января 1994 года постановлением главы администрации Ленинградской области № 10 «Об изменениях административно-территориального устройства районов Ленинградской области» Бегуницкий сельсовет, также как и все другие сельсоветы области, преобразован в Бегуницкую волость.
1 января 2006 года в соответствии с областным Законом № 64-оз от 24 сентября 2004 года «Об установлении границ и наделении соответствующим статусом муниципального образования Волосовский муниципальный район и муниципальных образований в его составе» образовано Бегуницкое сельское поселение, в его состав вошла территория бывшей Бегуницкой волости.
7 мая 2019 года в состав Бегуницкого сельского поселения вошли Зимитицкое и Терпилицкое сельские поселения.

## Население
| 2006  | 2010  | 2011  | 2012  | 2013  | 2014  | 2015  |
| ----- | ----- | ----- | ----- | ----- | ----- | ----- |
| 4300  | ↗4461 | ↗4462 | ↗4508 | ↗4582 | ↗4675 | ↗4805 |
| 2016  | 2017  | 2018  | 2019  | 2020  | 2021  | 2023  |
| ↗4839 | ↗4951 | ↗4980 | ↗4998 | ↗8455 | ↘7543 | ↘7539 |
| 2024  | 2025  |       |       |       |       |       |
| ↘7508 | ↗7595 |       |       |       |       |       |

## Состав сельского поселения
| №  | Населённый пункт  | Тип населённого пункта          | Население    |
| -- | ----------------- | ------------------------------- | ------------ |
| 1  | Бегуницы          | деревня, административный центр | ↘3546 (2021) |
| 2  | Большие Лашковицы | деревня                         | ↘13 (2017)   |
| 3  | Большое Тешково   | деревня                         | ↘122 (2017)  |
| 4  | Буяницы           | деревня                         | ↗42 (2017)   |
| 5  | Верницы           | деревня                         | ↗15 (2017)   |
| 6  | Голятицы          | деревня                         | ↗12 (2017)   |
| 7  | Гомонтово         | деревня                         | ↗79 (2017)   |
| 8  | Горки             | деревня                         | ↘2 (2017)    |
| 9  | Горье             | деревня                         | ↘11 (2017)   |
| 10 | Зимитицы          | деревня                         | ↗30 (2017)   |
| 11 | Зимитицы          | посёлок                         | ↗1370 (2017) |
| 12 | Зябицы            | деревня                         | ↘11 (2017)   |
| 13 | Ивановское        | деревня                         | ↗131 (2017)  |
| 14 | Ильеши            | деревня                         | ↗45 (2017)   |
| 15 | Кайкино           | деревня                         | ↘51 (2017)   |
| 16 | Кальмус           | деревня                         | ↗45 (2017)   |
| 17 | Канаршино         | деревня                         | ↗107 (2017)  |
| 18 | Карстолово        | деревня                         | ↘4 (2017)    |
| 19 | Кирово            | деревня                         | →15 (2017)   |
| 20 | Коростовицы       | деревня                         | →24 (2017)   |
| 21 | Корчаны           | деревня                         | ↗64 (2017)   |
| 22 | Красное Брызгово  | деревня                         | ↗33 (2017)   |
| 23 | Кюльвия           | деревня                         | ↗5 (2017)    |
| 24 | Лашковицы         | деревня                         | ↗47 (2017)   |
| 25 | Малое Тешково     | деревня                         | ↘22 (2017)   |
| 26 | Марково           | деревня                         | ↗39 (2017)   |
| 27 | Местаново         | деревня                         | ↘62 (2017)   |
| 28 | Негодицы          | деревня                         | ↗24 (2017)   |
| 29 | Ославье           | деревня                         | ↗60 (2017)   |
| 30 | Пежевицы          | деревня                         | ↘23 (2017)   |
| 31 | Поддубье          | деревня                         | ↘9 (2017)    |
| 32 | Пружицы           | деревня                         | ↗43 (2017)   |
| 33 | Радицы            | деревня                         | ↗7 (2017)    |
| 34 | Рекково           | деревня                         | ↗6 (2017)    |
| 35 | Рукулицы          | деревня                         | →7 (2017)    |
| 36 | Русское Брызгово  | деревня                         | ↗25 (2017)   |
| 37 | Синковицы         | деревня                         | ↗9 (2017)    |
| 38 | Смёдово           | деревня                         | ↗26 (2017)   |
| 39 | Старые Бегуницы   | деревня                         | ↗43 (2017)   |
| 40 | Стойгино          | деревня                         | ↗4 (2017)    |
| 41 | Татьянино         | деревня                         | ↗43 (2017)   |
| 42 | Теглицы           | деревня                         | ↗18 (2017)   |
| 43 | Терпилицы         | деревня                         | ↗1362 (2017) |
| 44 | Томарово          | деревня                         | ↘12 (2017)   |
| 45 | Худанки           | деревня                         | ↘8 (2017)    |
| 46 | Черенковицы       | деревня                         | ↗19 (2017)   |
| 47 | Чирковицы         | деревня                         | ↘48 (2017)   |

Постановлением правительства Российской Федерации от 21 декабря 1999 года № 1408 «О присвоении наименований географическим объектам и переименовании географических объектов в Ленинградской, Московской, Пермской и Тамбовской областях» новым деревням были присвоены наименования Стойгино и Труново.
28 декабря 2004 года деревня Труново была упразднена в связи с отсутствием жителей.

## Местное самоуправление
Главой поселения и главой администрации является Минюк Андрей Иванович.

## Достопримечательности
- Церковь архистратига Михаила в Бегуницах
- Парк бывшей усадьбы М. В. Велио в Гомонтово
- Усадьба Остен-Сакенов в Кирово

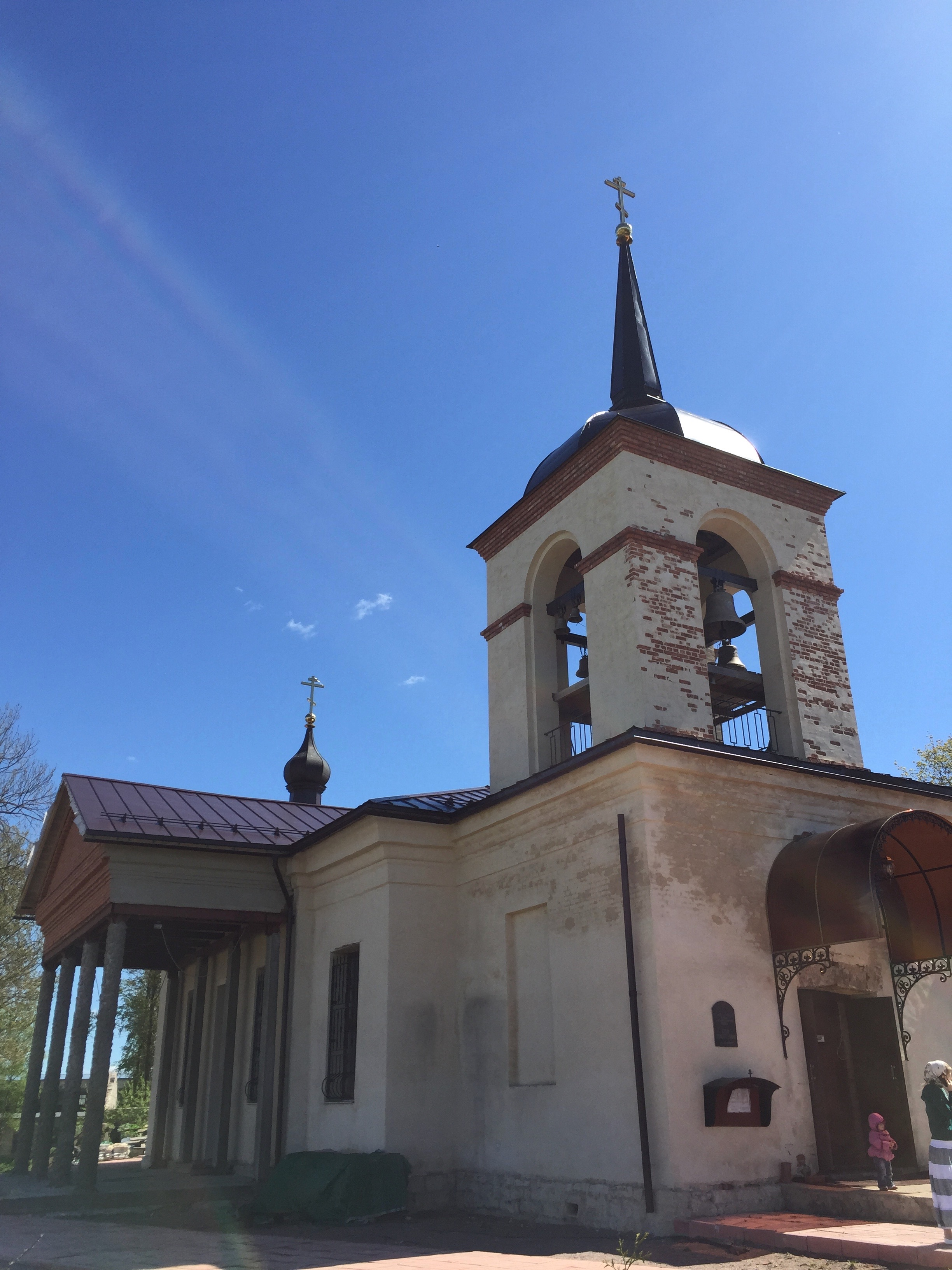
Храм Ахистратига Михаила в Бегуницах. 2015 год